# Nik Marfi
Nikolas "Nik" Džejms Marfi ( eng. Nicholas "Nick" James Murphy) (rođen 23. Juna 1988), prepoznatljiv po njegovom bivšem scenskom imenu Čet Faker, je Australijski pevač i tekstopisac. Odrastao je u Melburnu u Australiji, visok je 1.83m i u horoskopu je rak.
2012. godine objavio je EP, Thinking in Textures, i potpisao ugovor sa Downtown Records u Sjedinjenim Državama. U oktobru 2012. godine, osvojio je nagradu za novog izvođača godine i Thinking in Textures je osvojio nagradu za najbolji nezavisni album/EP godine na australijskim dodelama nagradama za nezavisne albume. U januaru 2012. godine, njegov rad je osvojio nagradu za najbolje nezavisno izdanje na Rolling Stone australijskim nagradama.
Fakerova prerada Blackstreet-ove pesme "No Diggity" je bila ubačena u Superboul reklamu za Beks pivaru 2013. godine. U aprilu 2014. godine, Built on Glass, Fakerov debi studijski album, je izbačen i imao je generalno dobre kritike, debitovao je na prvom mestu na australijskoj ARIA top listi. Tri pesme sa albuma su potom izglasane u top deset Triple J najvrelijih 100 2014. ,uključujući "Talk Is Cheap" kao prvo mesto.".

## Porodica i život pre slave
Odrastao je u Melburnu, ima mlađeg brata Oskara i roditelji su mu se razveli kada je imao 2 godine. Završio je srednju školu u svom rodnom gradu, išao je na umetnički fakultet, ali je odustao i nije ga završio. Počeo je da stvara muziku u svojoj garaži kada je imao 15 godina, trebalo mu je osam godina da usavrši svoj finalni proizvod i izbaci prvi album. Početkom svojih 20-ih godina imao je probleme sa alkoholom i drogom, išao je na žurke i krao bratu pare da bi mogao da izađe. Kada mu je brat otišao na razmenu studenata u Kanadu poslao mu je pismo i njegove reči su ga vratile na pravi put i nastavio je da stvara muziku.

## Karijera

### Početak karijere
Marfi je odlučio da svira pod drugim, stejdž imenom kada su ljudi počeli da dolaze na njegove nastupe misleći da je drugi, već poznati muzičar sa istim imenom i prezimenom Nik Marfi. Odlučio se za drugo ime Čet Faker kao počast Čet Bejker-u: "Slušao sam mnogo džeza i bio sam veliki obožavatelj ... način na koji on peva, kada se prebacio na mejnstrim pevanje. Imao je taj krhki vokalni stil-taj stvarno slomljen, intimni stil. Ime je kao oda Čet Bejker-u i atmosfera muzike koju je svirao-to je nešto čime bih bar želeo da moja muzika oda počast." Drugi bitni uticaje koje je istakao su Bob Dilan, Motaun albumi njegove majke i očevi "Čil Ibica CD-ovi".

### Thinking in Texturesi kolaboracije (2011–13)
Njegov prvi rast do slave bio je posle prerade Blackstreet-ove pesme "No Diggity" koja je bila popularna onlajn, dostižući prvo mesto na Hypemachine top listi u maju 2011. Objavio je svoj prvi EP, Thinking in Textures 22. marta 2012 i dobio pozitivne kritike. Opisan je kao "prelepo launži "( eng. loungey) i hvaljen zbog njegove mogućnosti da "miksuje suptilno sa impresivnom lepotom". Ep je takođe bio popularan među njegovim obožavateljima, sa svojim drugim singlom, "I'm Into You", koji je dostigao 24. mesto na radio stanici Tripple J.
Faker je radio sa raznim drugim umetnicima od izlaska njegovog debi Ep-a, uključujući kolaboraciju sa Flume i remiksove pesama MS MR i The Temper Trap. Učestvovao je i kao vokalista u Say Lou Lou-ovoj pesmi "Fool of Me", koja je imenovana za najbolju novu numeru u maju 2013.

### Lockjaw EPiBuilt on Glass(2013–15)
12. avgusta 2013., Faker je izbacio novi singl "Melt", u kom se pojavljuje i američki vokalista Kilo Kish. U novembru 2012. Flume i Faker su izbacili EP pod nazivom Lockjaw. Fakerov debi studio album, Built on Glass, je izbačen 11. aprila 2014., koji je prethodio izlasku njegovog vodećeg singla, "Talk Is Cheap", koji je propraćen muzičkim spotom 11. februara iste godine. Album je dostigao prvo mesto na ARIA top listi.
U januaru 2015., objavljeno je da 'e Faker nastupiti na the Boston Calling festivalu u Maju 2015. Kasnije tog meseca, "Talk Is Cheap" je bila pesma broj jedan na Tripple J top listi, dok su još dva njegova singla "Gold" i "1998" takođe bile u top 10, na sedmom i osmom mestu. U junu izbacio je novi singl pod nazivom "Bend", prethodno neobjavljenu pesmu albuma Built on Glass. To je promovisao na svojoj Australijskoj Built on Live turneji u oktobru.
Izbacio je novi EP Work, kao kolaboraciju sa londonskim DJ-em Markus Marom 4. decembra 2015.

### Nikolas Marfi (2016–sadašnjost)
8. septembra 2016. Faker je tvitovao “Prošlo je pola decenije kako sam počeo da izbacujem muziku kao Čet Faker i svi ste vi bili vodeća sila iza moje muzike od tada. Dešava se evolucija i želeo sam da vam stavim do znanja kuda ona ide. Sledeći album će biti pod mojim imenom, Nikolas Marfi. Čet Faker će uvek biti deo muzike. Ovo je sledeći."

## Diskografija

### Studio albumi
| Naziv albuma          | Pesme |
| --------------------- | --- |
| Built on Glass (2014) | 1. "Release Your Problems" 2. "Talk Is Cheap" 3. "No Advice" (Airport version) 4. "Melt" (featuring Kilo Kish) 5. "Gold" 6. "To Me" 7. "/" 8. "Blush" 9. "1998" 10. "Cigarettes & Loneliness" 11. "A Lesson in Patience" 12. "Dead Body" |

### Lajv albumi
| Naziv albuma                    | Pesme                                                                                            |
| ------------------------------- | ------------------------------------------------------------------------------------------------ |
| Live Sessions (2013)            | 1. "Archangel" 2. "Love and Feeling" 3. "No Diggity"                                             |
| Good Danny's, Austin, TX (2013) | 1. "Welcome To Daytrotter" 2. "I'm Into You" 3. "No Diggity" 4. "Melt" 5. "Love And Feeling"     |
| iTunes Session (2014)           | 1. "I'm Into You" 2. "1998" 3. "To Me" 4. "Cigarettes & Loneliness" 5. "Gold" 6. "Talk Is Cheap" |

### EP (eng.extended play )
| Naziv EP                    | Pesme |
| --------------------------- | --- |
| Thinking in Textures (2012) | 1. "I'm into You" 2. "Terms and Conditions" 3. "No Diggity" 4. "Love and Feeling" 5. "Cigarettes and Chocolate" 6. "Solo Sunrise" 7. "Everything I Wanted" |
| Lockjaw (2013)              | 1. "Drop the Game" 2. "What About Us" 3. "This Song Is Not About a Girl"                                                                                   |
| Work (2015)                 | 1. "Birthday Card" 2. "The Trouble with Us" 3. "Learning for Your Love" 4. "Killing Jar"                                                                   |
| Missing Link (2017)         | 1. "Your Time" 2. "Bye" 3. "Im Ready" 4. "Forget About Me" 5. "Weak Education"                                                                             |

### Singlovi

#### Kao glavni izvođač
| Naziv singla                             | Godina |
| ---------------------------------------- | ------ |
| "Terms and Conditions"                   | 2012   |
| "I'm Into You"                           | 2012   |
| "Love and Feeling"                       | 2012   |
| "Drop the Game" (with Flume)             | 2013   |
| "Talk Is Cheap"                          | 2014   |
| "1998"                                   | 2014   |
| "Gold"                                   | 2014   |
| "Bend"                                   | 2015   |
| "1998" (featuring Banks)                 | 2015   |
| "The Trouble with Us" (with Marcus Marr) | 2015   |
| "Fear Less"                              | 2016   |
| "Stop Me (Stop You)"                     | 2016   |

#### Kao sporedni izvođač
| Naziv singla                                               | Godina |
| ---------------------------------------------------------- | ------ |
| "Kill the Doubt" (The Cactus Channel featuring Chet Faker) | 2015   |

### Ostala pojavljivanja u pesmama
| Naziv singla                                                        | Godina |
| ------------------------------------------------------------------- | ------ |
| "Mahal" (Ta-ku featuring Chet Faker)                                | 2011   |
| "Fear Like You" (Chet Faker and The Royal Swazi Spa)                | 2012   |
| "Left Alone" (Flume featuring Chet Faker)                           | 2012   |
| "Moon Plain" (The Coober Pedy University Band featuring Chet Faker) | 2013   |
| "Fool of Me" (Say Lou Lou featuring Chet Faker)                     | 2013   |
| "Rock On" (Nkechi Anele and Chet Faker; David Essex cover)          | 2013   |
| "Try It Over" (Yujen)                                               | 2013   |
| "On You" (Chet Faker and GoldLink)                                  | 2014   |
| "No Reason" (Bonobo and Nick Murphy)                                | 2017   |

## Spoljašnje veze
- Званични веб-сајт